# Крузейру-ду-Сул (Акри)

Крузейру-ду-Сул на карте.

Крузейру-ду-Сул (порт. Cruzeiro do Sul) — муниципалитет в Бразилии, входит в штат Акри. Составная часть мезорегиона Вали-ду-Журуа. Входит в экономико-статистический микрорегион Крузейру-ду-Сул. Население составляет 78 507 человек на 2010 год. Занимает площадь 8779,438 км². Плотность населения — 8,94 чел./км².
Праздник города — 28 сентября.

## История
Город основан в 1904 году и назван по имени созвездия Южный Крест.

## Границы
Муниципалитет граничит:	
- на севере — штат Амазонас
- на северо-западе — муниципалитет Мансиу-Лима
- на востоке — муниципалитет  Тарауака
- на юге — муниципалитет Порту-Валтер
- на юго-западе — Перу
- на западе — муниципалитет Родригес-Алвес

## Транспорт
- Международный аэропорт Крузейру-ду-Сул
- федеральные автодороги BR-364,BR-307
- местные автодороги AC-405. AC-407

## Демография
Согласно сведениям, собранным в ходе переписи 2010 г. Национальным институтом географии и статистики (IBGE), население муниципалитета составляет:
| Полное население                               | Полное население                               | Полное население                               | Полное население                               | 78 507 |
| ---------------------------------------------- | ---------------------------------------------- | ---------------------------------------------- | ---------------------------------------------- | ------ |
| в том числе:                                   | Городское население                            | 55 326                                         | Процент городского населения, %                | 70,47  |
|                                                | Сельское население                             | 23 181                                         | Процент сельского населения, %                 | 29,53  |
|                                                | Мужское население                              | 39 220                                         | Процент мужского населения, %                  | 49,96  |
|                                                | Женское население                              | 39 287                                         | Процент женского населения, %                  | 50,04  |
| Плотность населения, чел/км²                   | Плотность населения, чел/км²                   | Плотность населения, чел/км²                   | Плотность населения, чел/км²                   | 8,94   |
| Население муниципалитета в % к населению штата | Население муниципалитета в % к населению штата | Население муниципалитета в % к населению штата | Население муниципалитета в % к населению штата | 10,7   |

По данным оценки 2015 года, население муниципалитета составляет 81 519 жителей.

## Важнейшие населенные пункты
| № | Населённый пункт | Населённый пункт (порт.) | Категория | Население чел. (2010) | На карте                       |
| - | ---------------- | ------------------------ | --------- | --------------------- | ------------------------------ |
| 1 | Крузейру-ду-Сул  | Cruzeiro do Sul          | город     | 55 326                | 7°37′44″ ю. ш. 72°40′13″ з. д. |
| 2 | Миритизал        | Miritizal                | поселок   | 3429                  | 7°38′31″ ю. ш. 72°39′44″ з. д. |
| 3 | Сан-Педру        | São Pedro                | поселок   | 754                   | 7°43′32″ ю. ш. 72°44′26″ з. д. |
| 4 | Санта-Роза       | Santa Rosa               | поселок   | 648                   | 7°40′05″ ю. ш. 72°48′44″ з. д. |
| 5 | Вила-Асис-Бразил | Vila Assis Brasil        | поселок   | 573                   | 7°34′49″ ю. ш. 72°48′51″ з. д. |
| 6 | Лагуинья         | Lagoinha                 | поселок   | нет данных            | 7°44′25″ ю. ш. 72°29′14″ з. д. |
| 7 | Санта-Лусия      | Santa Luzia              | поселок   | нет данных            | 7°46′19″ ю. ш. 72°23′40″ з. д. |

## Статистика
- Валовой внутренний продукт на 2005 год составляет 391 943 тыс. реалов (данные: Бразильский институт географии и статистики).
- Валовой внутренний продукт на душу населения на 2005 год составляет 4647,00 реалов (данные: Бразильский институт географии и статистики).
- Индекс развития человеческого потенциала на 2000 год составляет 0,668 (данные: Программа развития ООН).

## География
Климат местности: экваториальный.

## Спорт
В городе базируется футбольный клуб «Науас».